# Eduard Reventlow
Lehnsgraf Eduard Vilhelm Sofus Christian Reventlow (* 28. November 1883; † 26. Juli 1963) war ein dänischer Diplomat.
Während des Zweiten Weltkrieges war Graf Reventlow Gesandter in London. Am 1. Dezember 1941 weigerte er sich, weiter Weisungen von der mit Deutschland unter Druck verbündeten dänischen Regierung entgegenzunehmen. Am 6. Januar 1942 wurde er von der Regierung abberufen. Reventlow antwortete darauf, dass es ihm "unmöglich ist, nach Kopenhagen zu reisen" und blieb weiter als Diplomat in London tätig.
1942 besuchte er die britisch besetzten Färöer zu Gesprächen mit der dortigen provisorischen Regierung.
| Personendaten    | Personendaten                                                  |
| ---------------- | -------------------------------------------------------------- |
| NAME             | Reventlow, Eduard                                              |
| ALTERNATIVNAMEN  | Reventlow, Eduard Vilhelm Sofus Christian (vollständiger Name) |
| KURZBESCHREIBUNG | dänischer Diplomat                                             |
| GEBURTSDATUM     | 28. November 1883                                              |
| STERBEDATUM      | 26. Juli 1963                                                  |